# Clathraria planiloca
Clathraria planiloca är en korallart som först beskrevs av Ridley 1888.  Clathraria planiloca ingår i släktet Clathraria och familjen Melithaeidae. Inga underarter finns listade i Catalogue of Life.